# 1968 Mehltretter
1968 Mehltretter eller 1932 BK är en asteroid i huvudbältet, som upptäcktes 29 januari 1932 av den tyske astronomen Karl Wilhelm Reinmuth i Heidelberg. Den har fått sitt namn efter den tyske astronomen Johannes Peter Mehltretter.
Asteroiden har en diameter på ungefär 13 kilometer.